# IC 2798
IC 2798 ist eine Spiralgalaxie vom Hubble-Typ Sc im Sternbild Löwe auf der Ekliptik. Sie ist schätzungsweise 531 Millionen Lichtjahre von der Milchstraße entfernt  und hat einen Durchmesser von etwa 125.000 Lichtjahren.

Im selben Himmelsareal befinden sich u. a. die Galaxien IC 2781, IC 2795, IC 2800, IC 2802.
Das Objekt wurde am 27. März 1906 vom deutschen Astronomen Max Wolf entdeckt.